# Haugesund Hurricanes 2019
Questa voce raccoglie le informazioni riguardanti gli Haugesund Hurricanes nelle competizioni ufficiali della stagione 2019.

## 2. Divisjon 2019

### Stagione regolare
| Haugesund 13 aprile 2019, ore 14:00 | Haugesund Hurricanes | 6 – 12 | Sand Falcons |  |

| Haugesund 27 aprile 2019, ore 14:00 | Haugesund Hurricanes | 34 – 40 | Tønsberg Raiders |  |

| Åsane 18 maggio 2019, ore 13:00 | Åsane Seahawks | 14 – 20 | Haugesund Hurricanes | Rollan |

| Sofiemyr 25 maggio 2019, ore 14:00 | Kolbotn Hunters | 6 – 0 | Haugesund Hurricanes |  |

| Haugesund 16 giugno 2019, ore 14:00 | Haugesund Hurricanes | 35 – 20 | Åsane Seahawks |  |

## Statistiche di squadra
| Competizione | %Vittorie | In casa | In casa | In casa | In casa | In casa | In casa | In trasferta | In trasferta | In trasferta | In trasferta | In trasferta | In trasferta | Totale | Totale | Totale | Totale | Totale | Totale |
| Competizione | %Vittorie | G       | V       | N       | P       | Pf      | Ps      | G            | V            | N            | P            | Pf           | Ps           | G      | V      | N      | P      | Pf     | Ps     |
| ------------ | --------- | ------- | ------- | ------- | ------- | ------- | ------- | ------------ | ------------ | ------------ | ------------ | ------------ | ------------ | ------ | ------ | ------ | ------ | ------ | ------ |
| Campionato   | .400      | 3       | 1       | 0       | 2       | 75      | 72      | 2            | 1            | 0            | 1            | 20           | 20           | 5      | 2      | 0      | 3      | 95     | 92     |
| Totale       | .400      | 3       | 1       | 0       | 2       | 75      | 72      | 2            | 1            | 0            | 1            | 20           | 20           | 5      | 2      | 0      | 3      | 95     | 92     |